# Tossal de Collada Jussana
El Tossal de Collada Jussana és una muntanya de 1.896 metres que es troba al municipi de Cava, a la comarca de l'Alt Urgell.